# 滴管

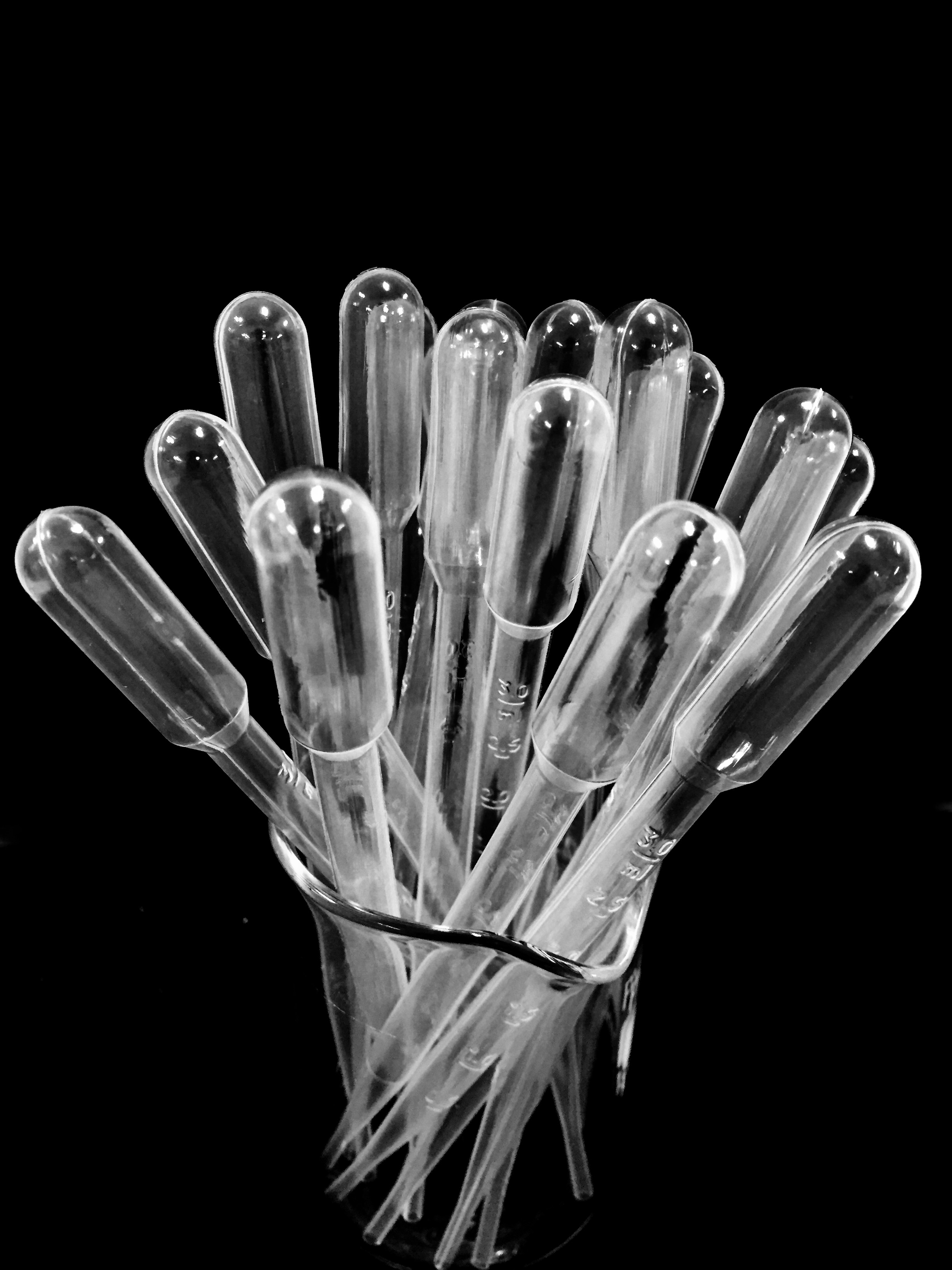
放在燒杯中的塑膠滴管

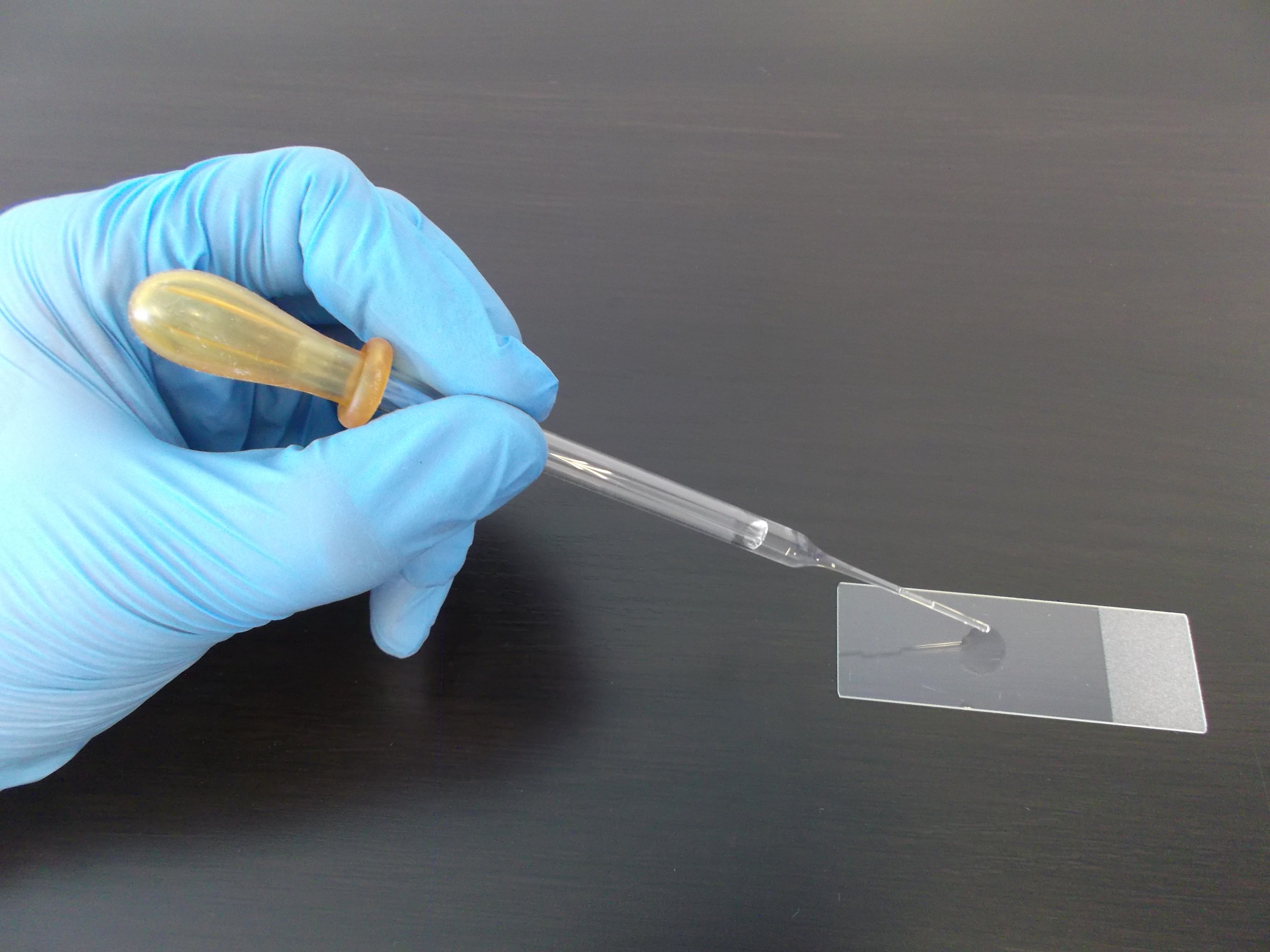
滴管

正滴下液體的滴管

滴管（英語：Eye dropper），又稱巴斯德移液器（英語：Pasteur pipette），是實驗室中用於轉移少量液体的器皿。滴管為一根開端很窄的中空玻璃管，末端有橡胶球。
滴管通常是玻璃製的，但也有的是塑膠製的。通常滴一滴為0.05毫升。

## 原理
使用滴管時，會先擠壓其橡皮端(較寬的一端)，使部分空氣排出，再將滴管移至要吸取溶液中，輕放滴管。此時滴管內空氣較少，气压較小，液體即會往滴管內移動。
使用滴管不可倒持。

## 符号

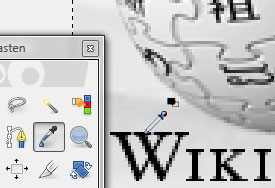
取色工具的滴管图标

在绘图软件中，取色工具的图标一般是滴管的形状。